# Drasteriodes leprosa
Drasteriodes leprosa är en fjärilsart som beskrevs av Brandt 1938. Drasteriodes leprosa ingår i släktet Drasteriodes och familjen nattflyn. Inga underarter finns listade i Catalogue of Life.